# Université d'État du Sud de l'Oural
 (juin 2019).
L’université d’État du Sud de l’Oural, abrégée en UESO, université nationale de Recherche (russe : Южно-Уральский государственный университет), est l’un des plus grands établissements d’enseignement de Russie et le plus important de la région de Tcheliabinsk. Elle se trouve à Tcheliabinsk et son siège donne sur la perspective Lénine, dans le district central. Au début des années 2000, c'était la plus grande université de Russie quant au nombre d'étudiants.
Depuis 2010, elle a le statut d'une université de recherche nationale. En 2015, l'université a été incluse dans le nombre d'universités russes sélectionnées pour participer au projet 5-100, dans le but d'améliorer la position concurrentielle des universités russes. En 2018, l'UESO figurait pour la première fois de son histoire dans le classement des meilleures universités du monde, établi par la société de conseil Quacquarelli Symonds (QS) au Royaume-Uni. L’UESO comprend 10 instituts et écoles supérieures, deux facultés (formation pré-universitaire et formation militaire), ainsi que quatre branches. Aujourd'hui, plus de 28 000 étudiants de 52 pays du monde entier étudient à l'université,.

## Structure universitaire
- Institut de construction architecturale
- Ecole Supérieure de Biologie Médicale
- Ecole supérieure d'économie et de gestion
- Haute école d’électronique et informatique
- Institut de linguistique et de communication internationale
- Institut des sciences sociales et humaines
- Institut des sciences naturelles et exactes
- Institut du sport, du tourisme et des services
- Institut polytechnique
- Institut de droit

## L'UESO en faits et chiffres
À l'UESO, 172 programmes de premier cycle, 126 programmes de cycles supérieurs, 25 programmes de spécialités et 24 secteurs d’étudiants des cycles supérieurs sont mis en œuvre.
L'UESO a organisé sa propre production de matériel pédagogique moderne. Il s’agit de plus de 4 000 supports de formation et de production, de simulateurs informatiques, de simulateurs, d’outils d’information de divers types et de modifications dans les domaines de la formation professionnelle de l’université.
L'UESO a développé des formes avancées d’apprentissage à distance - e-learning et b-learning, ainsi que des cours de masse à distance au format MOOS.

## Vie étudiante
La vie universitaire à l'UESO, ce n’est pas seulement un processus éducatif, mais aussi des loisirs actifs, des événements inoubliables et, bien sûr, de la créativité!
Qu'est-ce que nos étudiants respirent? Ils participent à des compétitions urbaines, régionales, de toute la Russie et internationales, et conquièrent de nouveaux sommets.
Imaginez, l'UESO compte 23 équipes créatives, plus de 24 sections sportives et un vaste choix d’organisations d’étudiants.
Chaque année, l'université organise plus de 200 événements par an. Parmi eux se trouvent des concours traditionnels bien connus, Mister et Miss UESO, dont les participants rivalisent de beauté, d’intelligence et de créativité. Les membres des équipes de KVN se produisent même au niveau de toute la Russie et l'affiche des activités UESO est frappante en termes de diversité des événements.

## Association des étudiants étrangers
L'Association des étudiants étrangers est une organisation étudiante entièrement russe dont les objectifs principaux sont:
- aider à l’adaptation de nouveaux étudiants
- les initier à la culture russe
- mise à jour de l'amitié internationale

L'AIS en abrégé du sens anglais est l'organisateur d'un certain nombre de fêtes nationales, telles que Navruz, la Journée de la culture arabe, la Journée de la culture africaine, la cérémonie du thé, le Nouvel An international; festivals culinaires; compétitions sportives (foot de salle, basketball, concours complet, tennis, etc.).
Nos tuteurs sont des étudiants étrangers de l'UESO, qui sont heureux d'aider les nouveaux étudiants. Ils vivent en Russie depuis plusieurs années et suivent actuellement des cours dans notre université. Tout étudiant peut leur poser des questions sur l’admission, l’éducation, le logement, la vie étudiante à l'UESO.